# Porta San Donato (Bologna)
Porta San Donato (in bolognese: pôrta ed Stra San Dunè), chiamata anche Porta Zamboni, è una delle porte della terza cinta muraria di Bologna. Sull'omonima piazza sorgono alcuni edifici universitari.

## Storia
Porta San Donato sorge all'incrocio fra l'omonima via (che all'interno delle mura è stata ribattezzata via Zamboni) ed i viali di circonvallazione. È stata edificata la prima volta nel XIII secolo. Realizzata in laterizio, accanto furono costruiti gli alloggi per le guardie.
Nel 1354 venne aggiunto il ponte levatoio. La porta venne murata e resa inagibile nel 1428. In seguito riaperta, fu rimaneggiata già nel XV secolo, dotandola di un rivellino.
Più volte chiusa e riaperta, tra il 1952 e il 1959 venne abbattuto più di un metro di mura per consentire un migliore deflusso dei veicoli dai viali a via San Donato, contro il parere della Direzione Generale delle Antichità e delle Belle Arti.
Al pari delle altre porte cittadine, porta San Donato è stata oggetto di importanti lavori di restauro, eseguiti fra il 2007 e il 2009.